# 東広島市立福富中学校
東広島市立福富中学校（ひがしひろしましりつ ふくとみちゅうがっこう）は、広島県東広島市福富町下竹仁にある公立中学校。

## 概要
東広島市の北部にある。福富ダムによってできたしゃくなげ湖のほとりに立つ。

## 沿革
- 1959年4月 : 久芳･竹仁両中学校を統合し、福富町立福富中学校として設立。
- 1963年1月 : 体育館落成。
- 1970年7月 : プール落成。
- 1969年-1971年 : 第30回-32回中国中学駅伝大会三年連続優勝。
- 1973年12月 : クラブ部室落成。
- 1994年12月 : 新校舎落成。
- 2005年2月 : 賀茂郡福富町が東広島市と合併したことにより、東広島市立福富中学校に改称。

## 学校行事
- 4月 - 入学式
- 9月 - 小中合同運動会
- 11月 - 校内音楽発表会
- 3月 - 卒業式

## 部活動
- ソフトテニス部（男子・女子）
- 陸上部
- 文化部
- 帰宅部

## 通学区域
- 東広島市福富地区

## 進学前小学校
- 東広島市立福富小学校

## 周辺
- 福富ダム
- 道の駅湖畔の里福富